# Carl Block

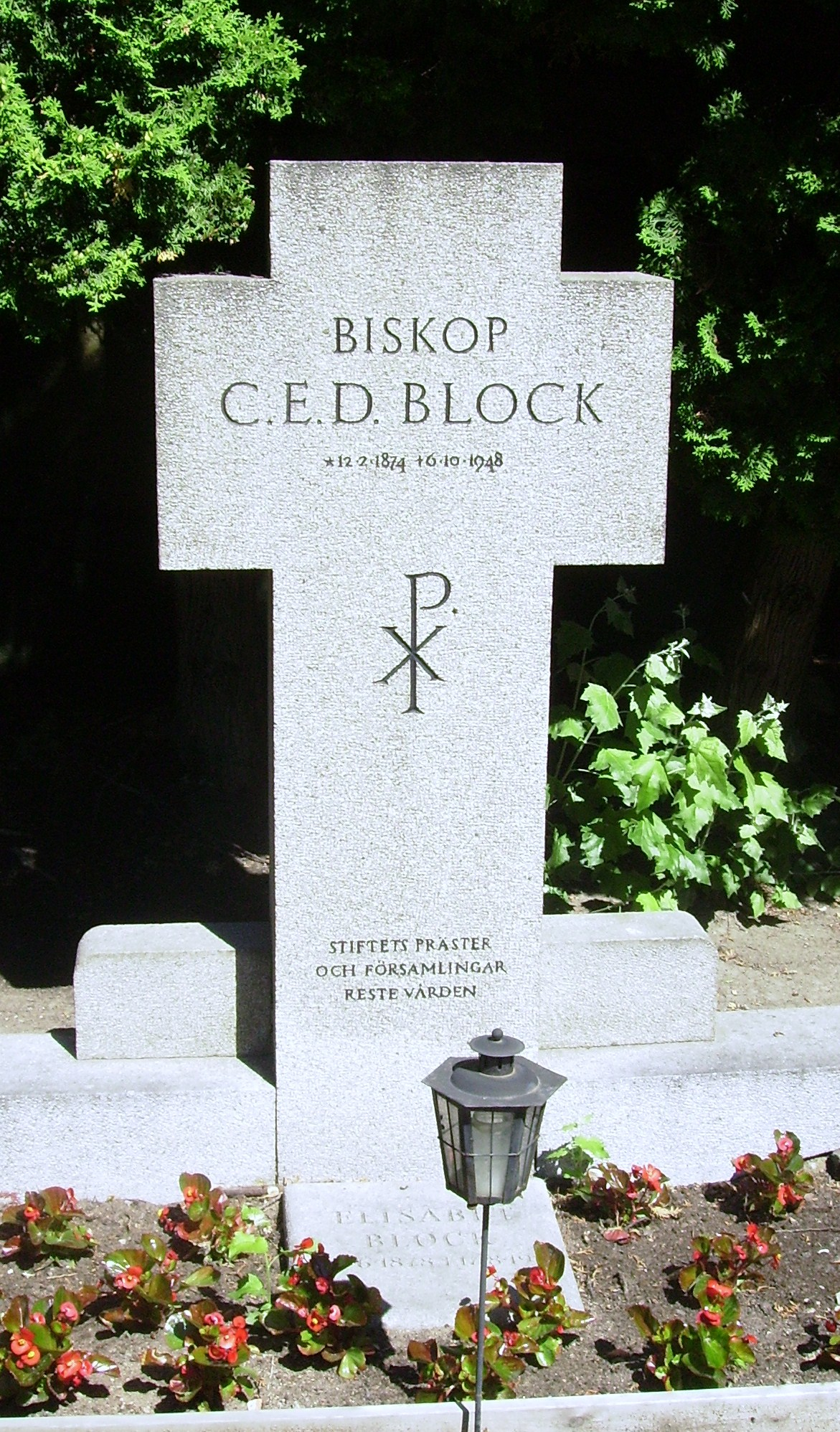
Gravvård på Örgryte gamla kyrkogård

Carl Elis Daniel Block, född 12 februari 1874 i Öxnevalla församling i Älvsborgs län, död 6 oktober 1948 i Domkyrkoförsamlingen i Göteborg, var biskop i Göteborgs stift 1929-1948. Han var halvbror till matematikern Henrik Block samt far till läkaren Erik Block och skolmannen  Bertil Block. Han var kusin till John Cullberg, morfar till Gunilla Sjögren och farmors far till Carola Lemne.
Block tog studentexamen vid Göteborgs högre latinläroverk 3 juni 1891, studerade vid Lunds universitet på hösten 1891 och blev filosofie kandidat 31 januari 1895. Han avlade teoretisk teologisk examen 14 december 1896, praktisk teologisk examen 14 december 1897 och prästvigdes 11 januari 1898. Han disputationsprovade 8 september 1910, då han inför domkapitlet försvarade en avhandling om "Kristologien i Hegelsk bearbetning", och blev teologie doktor 31 maj 1935. Carl Block blev kyrkoadjunkt i Borås 3 januari 1906 i Ås kontrakt i Skara stift, lasarettspredikant 11 januari 1906, komminister i Vasa församling i Göteborg 23 november 1908 (tillträdde 1 december 1908), blev kyrkoherde i Mölndal 10 juli 1915 (tillträdde 1 maj 1916) och tjänstgjorde som extra ordinarie hovpredikant 1919-1938. Han blev biskop i Göteborg 25 februari 1929.
Block hade tillfälliga anställningar, dels vid allmänna läroverk, dels vid flickskolor. Han hade ett flertal ordförande- och inspektorsuppdrag, såsom ordförande i styrelsen för Göteborgs diakonissanstalt och Allmänna hjälpföreningen i Göteborg. Han var Missionsstyrelsens representant vid en konferens mellan svenska och franska kyrkomän i Paris 1914 samt hedersledamot i Göteborgs nation i Uppsala och Lund.

## Utmärkelser
Block blev ledamot av Nordstjärneorden 1924, kommendör av första klassen av samma orden 1931 och kommendör med stora korset 1939.

## Familj
Föräldrar var Anders Herder Block, kontraktsprost i Örby, och Charlotta Elisabet Cullberg. Gift den 4 september 1906 med Elisabet Bolin (1878-1976), född i Varberg som dotter till lasarettsläkaren Claës Vilhelm Bolin och Elisabet, född Sellgren. Barn: Kerstin (1907-1908), Märta (född 1908), Erik (född 1910), Bertil (född 1912) och Anna-Lisa (född 1915).